# جورج فيسك (لاعب رماية)
جورج فيسك (بالإنجليزية: George Fiske)‏ هو لاعب رماية أمريكي، ولد في 28 سبتمبر 1891 في شيكاغو في الولايات المتحدة، وتوفي في 21 يونيو 1965.

## وصلات خارجية
- جورج فيسك على موقع أوليمبيديا (الإنجليزية)